# Газопровод

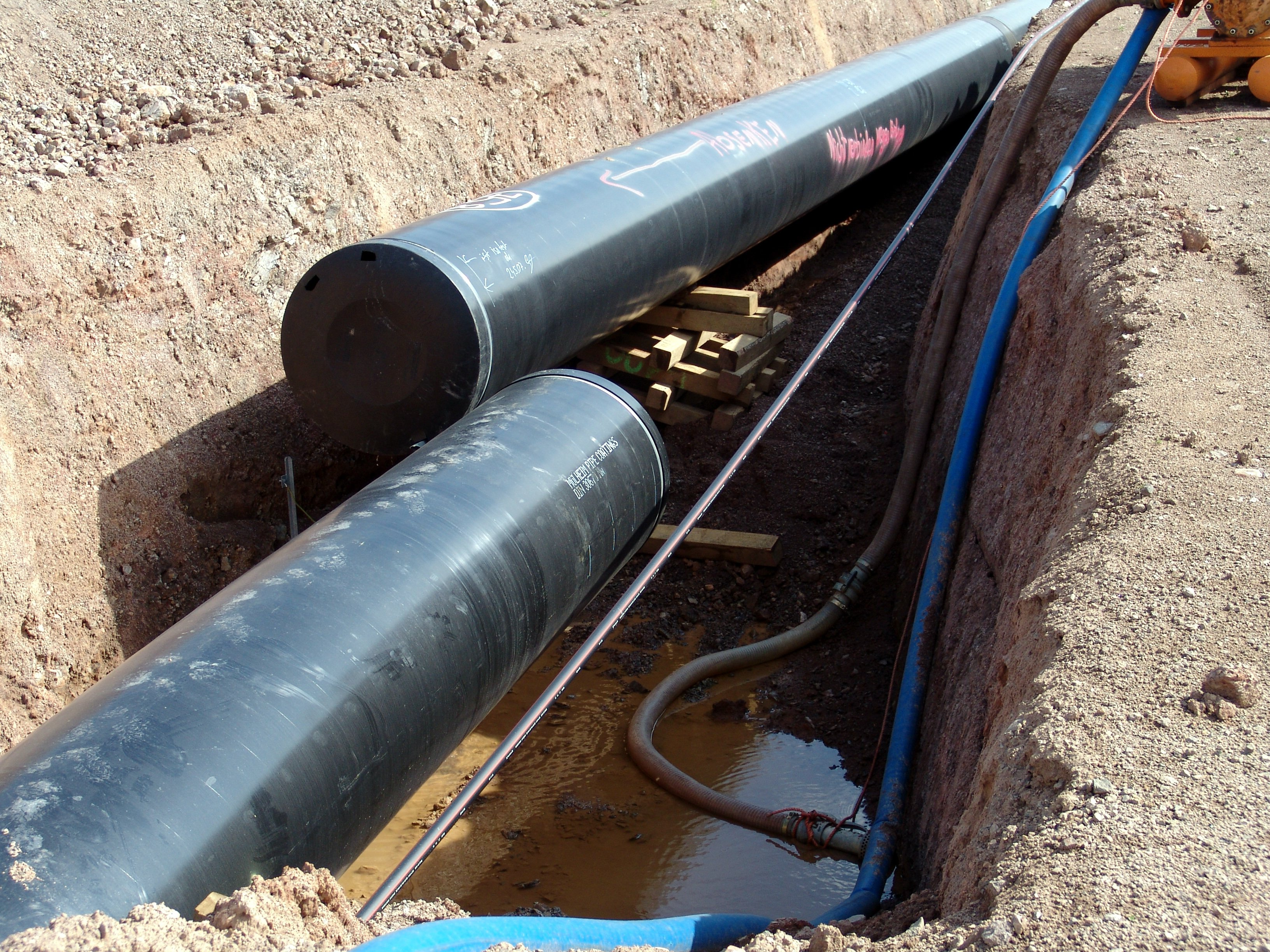

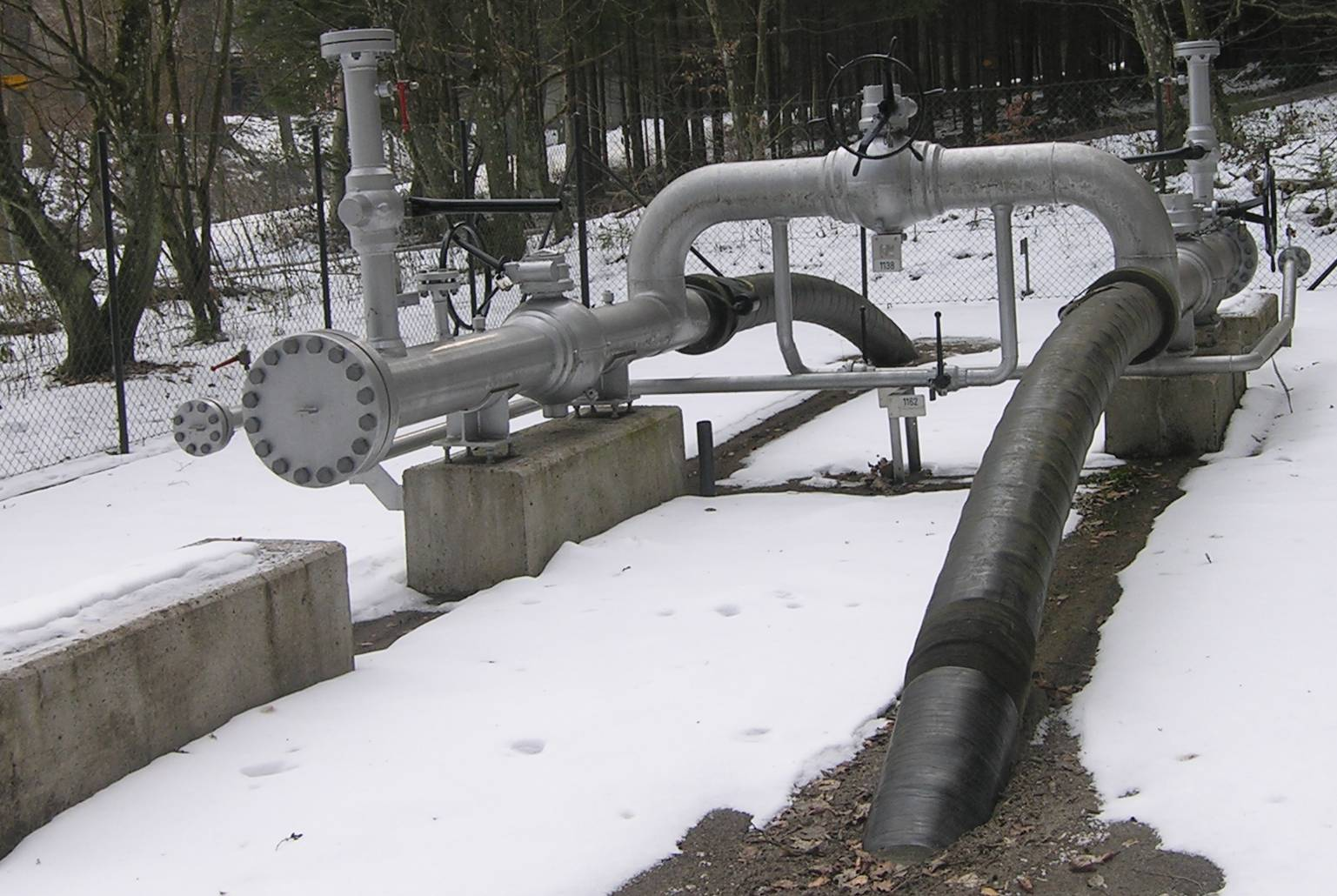

Газопрово́д — инженерное сооружение, предназначенное для транспортировки природного газа с помощью трубопровода. Газ по газопроводам и газовым сетям подаётся под определённым избыточным давлением.

## Типы газопроводов
Газопроводы подразделяются на:
- Магистральные газопроводы — предназначены для транспортировки газа на большие расстояния. Через определённые интервалы на магистрали установлены газокомпрессорные станции, поддерживающие давление в трубопроводе. В конечном пункте магистрального газопровода расположены газораспределительные станции, на которых давление понижается до уровня, необходимого для снабжения потребителей.
- Газопроводы распределительных сетей — предназначены для доставки газа от газораспределительных станций к конечному потребителю.

По давлению в магистрали:
- Магистральные[2]:
  - первого класса — при рабочем давлении свыше 2,5 до 10,0 МПа включительно;
  - второго класса — при рабочем давлении свыше 1,2 до 2,5 МПа включительно
- Распределительные:
  - низкого давления — до 0,005 МПа;
  - среднего давления — от 0,005 до 0,3 МПа;
  - высокого давления
    - 1 категория — от 0,6 до 1,2 МПа (для СУГ до 1,6 МПа);
    - 1а категория — свыше 1,2 МПа;
    - 2 категория — от 0,3 до 0,6 МПа.

По типу прокладки:
- надземные;
- подземные;
- подводные.

Резервные газопроводы сооружаются по стратегическим соображениям, для обеспечения гибкости в погрузке газовозов и для снижения длины маршрута транспортировки.

## Составные части газопроводов
В составные части газопроводов входят:
- нефтегазовая арматура;
- краны;
- компрессорная станция;
- газораспределительная станция;
- газорегуляторный пункт.

## История
Известны случаи использования газа в древнем Китае ещё в 2-3 веке до н. э. Газ подавался от месторождений по бамбуковым трубам для освещения и для получения тепла, в частности, для выпаривания соли из соляного раствора. Стыки труб конопатились паклей. Газ по ним подавался «самотёком», то есть за счёт давления источника газа. Использование газа для освещения и отопления в Европе началось в первой половине XIX века, тогда же появились и первые газопроводы. В Санкт-Петербурге первый газовый завод (производивший светильный газ из импортного каменного угля) и система распределения построены в 1835 году, в Москве — в 1865 году.
Затраты на сооружение и эксплуатацию газопроводов велики, поэтому первые газопроводы большой длины появились с началом эксплуатации месторождений природного газа.
Первый в СССР газопровод от Дашавских промыслов до Львова был построен в 1940—1941 гг. (первый газопровод от Дашавы — до Стрыя был построен в 1924 году). Во время Великой Отечественной войны были построены газопроводы от Бугуруслана и Похвистнево до Куйбышева (160 км, диаметр трубы 300 мм; строительство велось заключёнными лагерей Управления особого строительства НКВД), а также от Елшанки до Саратова.
Первым магистральным газопроводом в СССР стал газопровод Саратов — Москва, вступивший в строй в 1946 году.
Крупнейшей системой газопроводов в мире является Единая система газоснабжения.

## Самые длинные газопроводы
Самые длинные газопроводы в мире:
- 8704 км — Запад — Восток (Китай)
- 7000 км — Газопровод Туркменистан — Китай
- 5000 км — Газопровод Центральная Азия — Центр
- 4451 км — Уренгой — Помары — Ужгород
- 3300 км — Теннеси[англ.]
- 3150 км — Боливия — Бразилия[англ.]
- 2702 км — Rockies Express[англ.]
- 2577 км — Иран — Турция[англ.]
- 2475 км — Транссредиземноморский газопровод
- 2000 км — Ямал — Европа

## Российские магистральные
- Нижняя Тура — Пермь — Горький — Центр (более 1700 км, 1974 г.)
- Уренгой — Помары — Ужгород (4451 км, 1983 г.)
- Ямал — Европа (2000 км, 2006 г.)
- Ямал — Европа 2 (проектируемый)
- Джубга — Лазаревское — Сочи (166 км, подводный)
- Сахалин — Хабаровск — Владивосток
- «Голубой поток» (1213 км, 2003 г., подводный)
- «Северный поток» и «Северный поток — 2» (1200 км, подводные)
- «Сила Сибири» (2158 км)
- «Турецкий поток» (1100 км)
- «Сила Сибири — 2» (проектируемый, 6700 км)
- «Союз»
- «Прогресс»
- «Бованенково — Ухта»